# Пурукутша
Пурукутша (санскр. पुरुकुत्स, IAST: Purukutsa) — царь в индуистской мифологии из Солнечной династии. Согласно Вишну-пуране, когда-то гандхарвы правили подземным миром. Они захватили богатство нагов и потеснили их. Наги молятся Господу Вишну о помощи своему народу. Вишну пообещал помочь нагам, завладев телом царя по имени Пурукутша и победить через него гандхарвов. Наги пустили реку Нармада, чтобы дать Пурукутше спуститься в подземный мир. Там Пурукутша сразился с гандхарвами и одержал победу. Наги обрадовались победе. Они обещают, что тот, кто молится реке Нармаде о защите от змеиного яда, никогда не будет укушен змеёй.